# Triumph TR3A Italia 2000 Vignale Coupé
L'Italia 2000 Coupé, conosciuta comunemente come Triumph Italia 2000 Coupé, è un'automobile costruita dal 1959 al 1962 dalla Ruffino S.p.A. con sede a Napoli, di proprietà dell'omonimo Salvatore Ruffino.
Fu disegnata da Giovanni Michelotti sulla base del telaio e degli organi meccanici della Triumph TR3A, forniti alla Ruffino dalla stessa casa madre inglese Triumph Motor Company.
La carrozzeria è opera di Alfredo Vignale che assemblava le carrozzerie nella propria sede di Torino.

## Storia
La maggior parte delle fonti concordano nel confermare che dal 1959 al 1962 solo 329 esemplari vennero prodotti, nonostante la previsione di Salvatore Ruffino di costruirne 1000.
Salvatore Ruffino, infatti, era fiducioso nella riuscita del connubio tra il design italiano e la meccanica inglese, le cui parti erano facilmente reperibili.
La brochure dell'epoca pubblicitaria della Triumph Italia riportava lo slogan: "L'arte della carrozzeria italiana, la tecnica sportiva inglese".
Al momento della progettazione della Triumph Italia, Salvatore Ruffino era il proprietario della CESAC S.p.A., la società distributrice delle autovetture Triumph per l'Italia. 
Inizialmente, nell'ottica di costruire una coupé sulla base di un telaio e organi meccanici preesistenti, Salvatore Ruffino si rivolse alla carrozzeria Zagato di Milano. Il bozzetti preparati non soddisfecero Ruffino al quale fu consigliato di rivolgersi a Giovanni Michelotti. I bozzetti di quest'ultimo lo convinsero e lo stesso Michelotti gli consigliò di rivolgersi alla carrozzeria Vignale di Torino per la realizzazione delle scocche. Michelotti e Vignale infatti, avevano già alle spalle una lunga e proficua collaborazione.
Salvatore Ruffino costituì quindi la società finalizzata alla produzione di quest'auto, la Ruffino S.p.A. con sede a Napoli.
La produzione cominciò nel 1959. Il primo prototipo, presentato al Salone dell'automobile di Torino del 1959, presentava i fari carenati da una conchiglia di plexiglas, mentre le parti mobili della carrozzeria erano realizzate in alluminio, diversamente da tutte le altre Triumph Italia 2000 prodotte che presenteranno dei fari non carenati e carrozzeria interamente realizzata in lamiera di acciaio. Del prototipo presentato nel 1959, si sono perse le tracce.
Proposta ad un prezzo al pubblico di 2.500.000 lire (un prezzo più alto rispetto alla stessa Triumph TR3 dalla quale derivava), l'Italia 2000 era venduta ed assistita dai circa 18 concessionari presenti sul territorio italiano, dei quali 11 presenti nel nord Italia, 3 al centro e 4 al sud.
L'auto venne anche venduta negli U.S.A., sebbene agli acquirenti venisse fatta firmare una liberatoria dalla quale il nuovo proprietario prendeva atto del fatto che, sebbene l'assistenza tecnica fosse supportata dalla rete di vendita e assistenza della Triumph Motor Company americana, non vi era nessun distributore americano di parti di ricambio per interni o carrozzeria, le quali dovevano essere richieste direttamente alla Ruffino S.p.A. italiana.
Nel 1961, la Triumph Motor Company passò sotto la proprietà della Leyland Motors. A Ruffino venne tolto il supporto commerciale in quanto tutti gli sforzi si concentrarono sullo sviluppo della nuova Triumph TR4.
Il mancato supporto commerciale, la concorrenza ed il prezzo elevato, segnarono la fine della produzione della Triumph Italia 2000 Coupé nel 1962.
Dei 329 esemplari prodotti, attualmente ne sono censiti circa 42 ancora esistenti, anche se il numero cambia continuamente a causa di nuovi ritrovamenti.

## Stile e tecnica
Analizzando l'ornato dell'auto, sono evidenti stilemi comuni ad altre auto disegnate da Michelotti e realizzate da Vignale come la Maserati 3500 GT spider.
La linea della fiancata invece, sarà ripresa dalla stessa Triumph Motor Company nella realizzazione del modello TR4, così come altri elementi stilistici come la bugna sul cofano anteriore.
Gli interni erano abbastanza lussuosi, generalmente con selleria in vera pelle, ed un cruscotto realizzato appositamente per quest'auto, sebbene racchiudesse la stessa strumentazione Smiths della Triumph TR3.
Tutti i profili metallici dell'abitacolo furono realizzati in ottone cromato, con l'eccezione della piastra del cruscotto realizzata in alluminio bugnato e lucidato.
Altri dettagli dell'auto presentano caratteristiche comuni ad altre auto dell'epoca: fari e dispositivi di segnalazioni anteriori erano gli stessi Carello dell'Alfa Romeo Giulietta Sprint, i fari posteriori erano gli stessi della Lancia Appia berlina II serie, il cui produttore era la ditta Altissimo di Torino.
Il serbatoio della benzina (realizzato appositamente per quest'auto) venne posizionato nel bagagliaio, alle spalle dello schienale della panchetta posteriore.
Nei primi 200 (circa) esemplari prodotti, l'accesso al tappo del serbatoio carburante avveniva attraverso un bocchettone all'interno del bagagliaio, mentre negli ultimi esemplari verrà modificato in modo da permettere l'accesso tramite un apposito sportellino con serratura a chiave collocato sul parafango posteriore destro, appena dopo la ruota posteriore. Altre differenze riguardano le luci targa la cui forma della plafoniera cambierà nel corso del tempo.
L'auto veniva fornita anche con trasmissione munita di overdrive, con un sovrapprezzo di 150.000 lire.
La Triumph Italia 2000 Coupé veniva proposta con sette colori di carrozzeria: nero, blu sera, grigio, verde pallido, rosso, bianco Pergamena e bianco Andalusia. Tuttavia, essendo un'auto costruita spesso su commissione, non sono da escludere altre tinte su richiesta degli acquirenti.

## Identificazione
Ogni esemplare ha due numeri di riferimento: uno per il telaio e uno per la carrozzeria. Il numero di telaio è leggibile sia sulla targhetta identificativa Triumph apposta sul parafiamma anteriore lato passeggero (all'interno del vano motore), sia dal numero punzonato nella parte superiore del parafango anteriore lato passeggero (sempre all'interno del vano motore). I telai Triumph TR3A destinati alla realizzazione dell'Italia 2000 presentano un codice identificativo così strutturato: TS (Triumph Sports) - numero di serie - L (Left hand drive - guida a sinistra) C (chassis Only - solo telaio) O (Overdrive, per le auto dotate di tale optional). Gli ultimi esemplari basati sul telaio Triumph TR3B presentano invece il prefisso TSF.
Il numero della carrozzeria invece si trova sia su una targhetta di alluminio posta all'interno del vano motore, all'altezza del meccanismo di aggancio-sgancio del cofano, sia in altri punti meno accessibili come sul retro della piastra di alluminio che contorna la strumentazione di bordo, che all'interno dei pannelli rivestiti degli sportelli.
Va ricordato che la Triumph Italia 2000 Coupé veniva prodotta con ritmi e metodi artigianali, per cui sono spesso possibili incongruenze tra in numeri stampigliati all'interno della stessa automobile.

## Caratteristiche tecniche
| Caratteristiche tecniche - Triumph Italia 2000 Coupé              | Caratteristiche tecniche - Triumph Italia 2000 Coupé                                                                                              | Caratteristiche tecniche - Triumph Italia 2000 Coupé                                                                                              | Caratteristiche tecniche - Triumph Italia 2000 Coupé                                                                                              | Caratteristiche tecniche - Triumph Italia 2000 Coupé                                                                                              | Caratteristiche tecniche - Triumph Italia 2000 Coupé                                                                                              |
| ----------------------------------------------------------------- | --- | --- | --- | --- | --- |
|                                                                   | | | | | |
| Configurazione                                                    | | | | | |
| Carrozzeria: Coupé                                                | Carrozzeria: Coupé | Posizione motore: anteriore longitudinale | Posizione motore: anteriore longitudinale | Trazione: posteriore | Trazione: posteriore |
| Dimensioni e pesi                                                 | | | | | |
| Ingombri (lungh.×largh.×alt. in mm): 3940 × 1454 × 1240           | Ingombri (lungh.×largh.×alt. in mm): 3940 × 1454 × 1240                                                                                           | Ingombri (lungh.×largh.×alt. in mm): 3940 × 1454 × 1240                                                                                           | Ingombri (lungh.×largh.×alt. in mm): 3940 × 1454 × 1240                                                                                           | Diametro minimo sterzata: | Diametro minimo sterzata: |
| Interasse: 2235 mm                                                | Interasse: 2235 mm | Carreggiate: anteriore 1140 - posteriore 1160 mm                                                                                                  | Carreggiate: anteriore 1140 - posteriore 1160 mm                                                                                                  | Altezza minima da terra: | Altezza minima da terra: |
| Posti totali: 2+2                                                 | Posti totali: 2+2 | Bagagliaio: | Bagagliaio: | Serbatoio: 54,4 litri | Serbatoio: 54,4 litri |
| Masse                                                             | a vuoto: 975 kg | a vuoto: 975 kg | a vuoto: 975 kg | a vuoto: 975 kg | a vuoto: 975 kg |
| Meccanica                                                         | | | | | |
| Tipo motore: 4 cilindri in linea; rapporto di compressione: 8.5:1 | Tipo motore: 4 cilindri in linea; rapporto di compressione: 8.5:1                                                                                 | Tipo motore: 4 cilindri in linea; rapporto di compressione: 8.5:1                                                                                 | Cilindrata: 1.991 cm³ | Cilindrata: 1.991 cm³ | Cilindrata: 1.991 cm³ |
| Distribuzione: ad aste e bilancieri, valvole in testa             | Distribuzione: ad aste e bilancieri, valvole in testa                                                                                             | Distribuzione: ad aste e bilancieri, valvole in testa                                                                                             | Alimentazione: a doppio carburatore SU | Alimentazione: a doppio carburatore SU | Alimentazione: a doppio carburatore SU |
| Prestazioni motore                                                | Potenza: 101 CV (SAE) a 5000 giri/min / Coppia: 16,3 kgm a 3000 giri/min                                                                          | Potenza: 101 CV (SAE) a 5000 giri/min / Coppia: 16,3 kgm a 3000 giri/min                                                                          | Potenza: 101 CV (SAE) a 5000 giri/min / Coppia: 16,3 kgm a 3000 giri/min                                                                          | Potenza: 101 CV (SAE) a 5000 giri/min / Coppia: 16,3 kgm a 3000 giri/min                                                                          | Potenza: 101 CV (SAE) a 5000 giri/min / Coppia: 16,3 kgm a 3000 giri/min                                                                          |
| Frizione: monodisco a secco                                       | Frizione: monodisco a secco | Frizione: monodisco a secco | Cambio: a quattro marce (I non sincronizzata), comando a leva centrale                                                                            | Cambio: a quattro marce (I non sincronizzata), comando a leva centrale                                                                            | Cambio: a quattro marce (I non sincronizzata), comando a leva centrale                                                                            |
| Telaio                                                            | | | | | |
| Corpo vettura                                                     | a longheroni | a longheroni | a longheroni | a longheroni | a longheroni |
| Sterzo                                                            | a vite | a vite | a vite | a vite | a vite |
| Sospensioni                                                       | anteriori: a ruote indipendenti con molle elicoidali e ammortizzatori telescopici / posteriori: a ponte rigido, balestre e ammortizzatori a leva. | anteriori: a ruote indipendenti con molle elicoidali e ammortizzatori telescopici / posteriori: a ponte rigido, balestre e ammortizzatori a leva. | anteriori: a ruote indipendenti con molle elicoidali e ammortizzatori telescopici / posteriori: a ponte rigido, balestre e ammortizzatori a leva. | anteriori: a ruote indipendenti con molle elicoidali e ammortizzatori telescopici / posteriori: a ponte rigido, balestre e ammortizzatori a leva. | anteriori: a ruote indipendenti con molle elicoidali e ammortizzatori telescopici / posteriori: a ponte rigido, balestre e ammortizzatori a leva. |
| Freni                                                             | anteriori: a disco da 10 pollici / posteriori: a tamburo da 9 pollici                                                                             | anteriori: a disco da 10 pollici / posteriori: a tamburo da 9 pollici                                                                             | anteriori: a disco da 10 pollici / posteriori: a tamburo da 9 pollici                                                                             | anteriori: a disco da 10 pollici / posteriori: a tamburo da 9 pollici                                                                             | anteriori: a disco da 10 pollici / posteriori: a tamburo da 9 pollici                                                                             |
| Pneumatici                                                        | 155-15 | 155-15 | 155-15 | 155-15 | 155-15 |
| Prestazioni dichiarate                                            | | | | | |
| Velocità: 200 km/h                                                | Velocità: 200 km/h | Velocità: 200 km/h | Accelerazione: | Accelerazione: | Accelerazione: |
| Consumi                                                           | medio 10 L./100 km | medio 10 L./100 km | medio 10 L./100 km | medio 10 L./100 km | medio 10 L./100 km |